# Contalmaison Chateau Cemetery
Contalmaison Chateau Cemetery is een Britse militaire begraafplaats met graven uit de Eerste Wereldoorlog, gelegen in het Franse dorp Contalmaison (Somme). Ze ligt 230 m ten noorden van het dorpscentrum en is vanaf de straat bereikbaar via een trap en een graspad van 110 m. De begraafplaats werd ontworpen door Herbert Baker en heeft een rechthoekig grondplan met een oppervlakte van ongeveer 1.349 m² dat begrensd wordt door een muur, opgebouwd uit gekloven vuursteen. Het Cross of Sacrifice staat op een verhoogd terras in een halfcirkelvormige uitsprong aan de noordwestelijke zijde. De begraafplaats wordt onderhouden door de Commonwealth War Graves Commission.
Er liggen 289 doden begraven waarvan 45 niet meer geïdentificeerd konden worden.

## Geschiedenis
Het dorp werd door enkele eenheden van de 34th Division op 1 juli 1916 (start van de Slag aan de Somme) bereikt. Op 7 juli werd het door de 23rd Division bestormd waarbij enkele soldaten van de Northumberland Fusiliers, die vier dagen eerder waren gevangengenomen, werden bevrijd. Diezelfde namiddag ging het dorp echter opnieuw verloren. Het 8th en 9th Yorkshire Regiment konden het op 10 juli opnieuw innemen. Gedurende het Duitse lenteoffensief kwam het dorp in maart 1918 terug in Duitse handen. Uiteindelijk werd het door de 38th (Welsh) Division op 24 augustus 1918 definitief veroverd waarbij de vijandelijke ondergrondse versterkingen een belangrijke rol speelden bij de verdediging van het dorp. 
De begraafplaats werd op de avond van de 14e juli 1916 door gevechtseenheden gestart. Van september 1916 tot maart 1917 werd het gebruikt door veldhospitalen om de overleden gewonden te begraven. In augustus en september 1918 werden nog enkele graven bijgezet en na de wapenstilstand werden graven die afkomstig waren uit de slagvelden van de Somme en de Ancre aan toegevoegd. Eén Franse en 18 Duitse gesneuvelden werden toen naar elders overgebracht.
Er worden 264 Britten, 4 Canadezen en 21 Australiërs herdacht. Eén Australiër wordt met een Special Memorial herdacht omdat zijn graf niet meer gelokaliseerd kon worden en men aanneemt dat hij zich onder een naamloos graf bevindt.

## Graven

### Onderscheiden militairen
- William Henry Short, soldaat bij het 8th Bn. Yorkshire Regiment, ontving het Victoria Cross (VC) voor zijn moedig optreden bij een aanval waarbij hij zwaar gewond werd. Hij weigerde zich terug te trekken en liggend in een greppel hielp hij zijn kameraden door het klaar maken en aanreiken van munitie. Hij stierf vooraleer hij kon worden geëvacueerd op 7 augustus 1916. Hij was 31 jaar.
- Arthur Lloyd Jones, kapitein bij de Royal Welsh Fusiliers werd onderscheiden met het Military Cross (MC).
- de korporaals A. English, J. Mackay en S. Ropers werden onderscheiden met de Distinguished Conduct Medal (DCM).
- de korporaal C. How en de soldaten J. Burton en J. Johnson werden onderscheiden met de Military Medal (MM).

### Minderjarige militair
- de Australische soldaat Wesley George Wade was 17 jaar toen hij sneuvelde.